# Simon Harris
Simon Harris (in irlandese Síomón Ó hEarchaí; Greystones, 17 ottobre 1986) è un politico irlandese, Taoiseach dal 9 aprile 2024 al 23 gennaio 2025 e leader del Fine Gael dal 24 marzo 2024.
Precedentemente, è stato dal 2016 varie volte ministro (in primis Ministro della Salute), ricoprendo in tal senso come ultimo incarico, dal 27 giugno 2020 al 9 aprile 2024, l’incarico di Ministro per l'istruzione superiore, la ricerca, l'innovazione e la scienza. Dal 2014 al 2016, poi, è stato anche varie volte viceministro, in primis nel Dicastero delle Finanze.
Per un periodo, agli inizi della sua carriera, è stato anche il parlamentare più giovane del Dáil Éireann.
Nel marzo del 2024, in seguito alle dimissioni improvvise di Leo Varadkar, viene prima eletto Leader del partito e, successivamente, Taoiseach il 9 aprile, divenendo così il capo di governo irlandese più giovane di sempre.